# Schiehallion
Schiehallion oder Shehellien (Gälisch: Sìdh Chailleann, ausgesprochen IPA: [ʃiˈxaʎən̪ˠ]) ist ein Berg in der schottischen Council Area Perth and Kinross. Der gälische Name bedeutet Feenberg der Kaledonier. Er wird als Munro und Marilyn eingestuft und ist aufgrund seines einfachen Aufstiegs und der spektakulären Sicht unter Wanderern sehr beliebt. Im Jahr 2000 wurde geschätzt, dass zwischen 17.500 und 20.000 Wanderer den Berg jährlich besteigen. Seit 1999 ist die Ostseite des Berges im Besitz des John Muir Trust.

## Das Schiehallion-Experiment
Die isolierte Position des Schiehallion und seine regelmäßige Form führten dazu, dass Charles Mason den Berg 1774 auswählte, um durch ein Experiment erstmals die Masse der Erde zu schätzen.
Es wurden zwei Messpunkte auf verschiedenen Seiten des Bergmassivs ausgewählt. Die Ablenkung ihrer Lotrichtungen durch die Masse des Berges sollte ein ungefähres Maß für Newtons Gravitationskonstante G liefern. Von dieser Konstante konnte auf die durchschnittliche Dichte und Masse der Erde geschlossen werden. Der heute als Lotabweichung bezeichnete Winkel wurde durch Messung der zwei Höhenwinkel eines Sterns und Vergleich mit dem Abstand der beiden Punkte bestimmt.
Das Experiment selbst wurde allerdings nicht von Charles Mason durchgeführt, der den Berg lediglich auswählte, sondern vom damaligen britischen Hofastronomen Nevil Maskelyne in Zusammenarbeit mit dem Mathematiker Charles Hutton, der während der Messungen auch noch die Isolinie erfand.